# 셔
셔(shire) 또는 샤이어는 영국, 오스트레일리아, 뉴질랜드, 그리고 일부 영어 사용 국가에서 볼 수 있는 땅 구획을 나타내는 전통적인 용어이다. 앵글로색슨인 정착지를 기점으로 웨식스 왕국에서 처음 사용되었으며 10세기에 잉글랜드의 나머지 지역 대부분에 전파되었다. 오스트레일리아의 일부 시골 지역에서 셔는 지역 정부 지역을 의미한다. 그러나 오스트레일리아에서 이 용어는 카운티(county)와 동의어는 아니다.

## 용어
셔(shire)라는 용어는 고대 영어 sćir가 기원이며 이는 "official charge", "district under a governor", "care"를 의미하는 게르만 조어 skizo에서 비롯된 것이다.

## 같이 보기
- 스페인의 코마르카
- 영국의 주